# Oritoniscus remyi
Oritoniscus remyi là một loài chân đều trong họ Trichoniscidae. Loài này được Dalens miêu tả khoa học năm 1964.